# Vladimir Aleksandrovič Braun
Vladimir Aleksandrovič Braun (Kropyvnyc'kyj, 1º gennaio 1896 – Kiev, 21 agosto 1945) è stato un regista cinematografico sovietico.

## Filmografia (parziale)

### Regista
- Nashi devushki (in russo Наши девушки?, Naši devuški), co-regia di A. Galai (1930)
- Sokrovišče pogibšego korablja (1935)
- Morjaki (1939)[1]
- Morskoj jastreb (1941)
- V dal'nem plavanii (1945)
- Golubye dorogi (1947)
- Maksimka (1952)